# 橫川線
橫川線（日语：／ Yokogawa sen */?）是廣島電鐵擁有的電車路線之一。路線連接本線和橫川地區，同時於起點站轉乘JR橫川站。

## 概要
路線在大正時期開通，在廣電所有路線中比較古老。在江波線開通後，主要用作作為接駁服務前往江波方向。在1971年，自從舊7號線（橫川至廣島站前）廢止，此路線只行走直通至江波線內。在2003年，隨著路線延長至橫川站內，同時開設有（新）7號線，該線直通至宇品線內，以提供從JR前往紙屋町方向的第3條連接路線。

### 路線資料
- 路線距離（營業距離）：1.4公里
- 軌距：1435毫米
- 車站數目：5個（包括起終點站）
- 雙線區間：全線
- 電氣化區間：全線（直流600V）

## 運行形態
在橫川線中，設有直通至宇品線、本線的7號線（廣電本社前至橫川站）和直通至江波線的8號線（江波至橫川站）兩條電車路線。在2019年4月1日起，兩條電車路線獨立運行，不會交替行走。在2019年3月31日前，設有1抽車輛會執行三角形班次，即是：江波⇒（8號線）⇒橫川站⇒（7號線）⇒廣電本社前⇒（7號線）⇒橫川站⇒（8號線）⇒江波。另外，7號線當舉行活動時，設有行走於橫川站至日赤醫院前之間的班次（在官方班次會標記「0號線」），也會有前往海岸通或廣島港的臨時班次。
在車輛上，基本上只會使用一卡編成的電車。在平日早上繁忙時間，8號線的1往返班次會使用接掛車（3000形）。另外，在2013年2月15日，接掛型超低地台車輛1000形引入服務。在新7號線啟用前，曾經只使用550形、600形、900形、1900形等舊型車輛行走，隨著舊型車輛開始陸續淘汰，使乘坐這些舊型車輛的機會減少時，於日間時段，在橫川線上也仍然可以看見舊型車輛行走。
在2000年代中期，逢星期六、日及假日，8號線每日會開於2往返特別班次，該班次稱為「懷舊電車」（在2018年5月後結束營運）。在4月、5月和10月，使用了100形101號（大正形電車）行走，在11月至3月使用了200形238號（漢諾威電車）行走。在1980年代後半至2000年中，白島線也有同樣特別班次。

## 歷史
- 1917年（大正6年）11月1日 左官町（現時：本川町）至十日市町至三篠（現時：橫川站）之間開通。當初只有單線鐵路，中途設有4處列車交會處。另外，於三篠電車站靠近十日市町一方設有橫川站前電車站。
- 1926年（大正15年） 三篠電車站改名為橫川電車站。
- 1938年（昭和13年）全線成為雙線鐵路。
- 1941年（昭和16年）7月28日 橫川站前電車站廢止。
- 1942年（昭和17年）5月 廣瀨神社電車站廢止。
- 1944年（昭和19年）12月26日 本線左官町至土橋之間的走線變更，使左官町至十日市町之間編入至本線。
- 1945年（昭和20年）
  - 8月6日 被投下原子彈，全線不能通行。
  - 12月26日 別院裏（現時：別院前）至十日市重開。
- 1948年（昭和20年）12月18日 全線重開。
- 1971年（昭和46年）5月6日 橫川至十日市町至廣島站之間（舊7號線）廢止。為最後設有兩人（車長乘務）控制的路線。
- 2001年（平成13年）11月1日 橫川電車站改名為横川站電車站。
- 2002年（平成14年）8月10日 為了太田川煙花大會開設了臨時電車，試驗行走7號線（橫川站至日赤醫院前），也開設臨時電車從橫川站出發前往商工中心入口[4]。
- 2003年（平成15年）
  - 3月27日 橫川駅電車站遷移至JR橫川站前廣場內[5]。
  - 4月20日 於1971年廢止的7號線在32年後重開，重開路線行走於橫川站至本通至廣電本社前之間。日間每10分鐘一班，平日繁忙時間設有掛接車。
  - 5月20日 橫川站路口中加設電車優先信號燈。解決7號線啟用以來的電車等待橫過路口問題。同時實施時間表修正，日間由10分鐘一班改為12分鐘一班，由平日早上設有掛接車的1往返班次改為使用單卡。
- 2006年（平成18年）6月26日 實施時間表修正，於平日繁忙時間中，7,8號線的1往返班次改用掛接車。
- 2013年（平成25年）2月15日 超低地台車輛1000形（日语：広島電鉄1000形電車 (2代)）開放投入服務[6]。
- 2014年（平成26年）4月7日 實施時間表修正，平日繁忙時間中，7,8號線設有1往返班次使用掛接車輛運行，並更換超低地台車輛。
- 2019年（平成31年）4月1日 實施時間表修正，1抽電車會行走8號線→7號線→8號線。其他電車則獨立分別行走7號線和8號線[1]。

## 電車站列表
所有電車站都位於廣島縣廣島市內。
| 車站編號     | 中文站名     | 日文站名     | 英文站名     | 營業距離     | 營業距離     | 接續路線                                                      | 所在地                                                        |
| 車站編號     | 中文站名     | 日文站名     | 英文站名     | 站間         | 累計         | 接續路線                                                      | 所在地                                                        |
| ------------ | ------------ | ------------ | ------------ | ------------ | ------------ | ------------------------------------------------------------- | ------------------------------------------------------------- |
| 直通運行路段 | 直通運行路段 | 直通運行路段 | 直通運行路段 | 直通運行路段 | 直通運行路段 | 本線、宇品線 途經紙屋町西至廣島港 本線、江波線 途經土橋至江波 | 本線、宇品線 途經紙屋町西至廣島港 本線、江波線 途經土橋至江波 |
| M11          | 十日市町     |              |              | -            | 0.0          | 廣島電鐵： 本線（M12）                                        | 中區                                                          |
| Y01          | 寺町         |              |              | 0.4          | 0.4          |                                                               | 中區                                                          |
| Y02          | 別院前       |              |              | 0.4          | 0.8          |                                                               | 中區                                                          |
| Y03          | 橫川一丁目   |              |              | 0.3          | 1.2          |                                                               | 西區                                                          |
| Y04          | 橫川站       |              |              | 0.2          | 1.4          | 西日本旅客鐵道： 山陽本線、 可部線 ⇒ 橫川（JR-R03、JR-B03）   | 西區                                                          |

## 注腳
1. 1 2  . 広島電鉄株式会社. 2019-03-12  [2020-01-26]. （原始内容存档于2019-10-14） （日语）.
2. ↑  レトロ電車の運行終了について （页面存档备份，存于）（日語） - 廣島電鐵，2018年9月19日
3. ↑  在2015年前的4月至10月之間，在2016年6月至9月之間暫停。
4. ↑  8/10 太田川花火大会臨時電車情報（日語） - 広島電鉄、2002年8月5日（Internet Archive 2003年8月5日的存檔）
5. ↑  . RAIL FAN (鐵道友之會). 2003-06-01, 50 (6): 20 （日语）.
6. ↑  . 広島電鉄. 2013-02-06  [2013-02-17]. （原始内容存档于2013年4月24日） （日语）.
7. ↑  在廣島電鐵電車的車站稱為「電車站」，在鐵路線（即宮島線）的車站稱為「站」或「車站」。
8. ↑   (PDF). 広島電鉄.   [2025-07-10].

## 外部連結
- 橫川線 （页面存档备份，存于）（日語）
- 『大廣島市街地圖 : 番地入』1940年（國立國會圖書館近代數碼化收藏）1940年的路線圖。標記了電車站